# Pimpinella mechowii
Pimpinella mechowii là một loài thực vật có hoa trong họ Hoa tán. Loài này được (Engl.) H. Wolff miêu tả khoa học đầu tiên năm 1921.